# Heinrich Gleißner

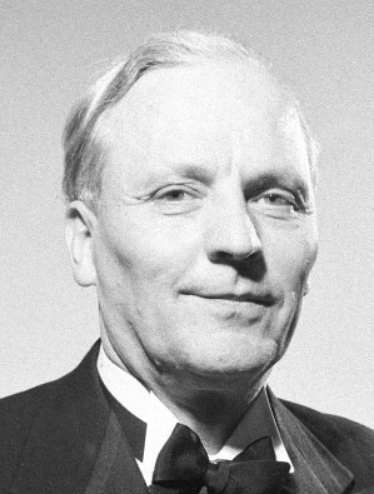
Heinrich Gleißner 1951

Heinrich Philipp Gleißner (* 26. Jänner 1893 in Linz; † 18. Jänner 1984 ebenda) war ein österreichischer Jurist und Politiker (CS, VF, ÖVP) und Landeshauptmann von Oberösterreich.

## Leben
Nach seiner Matura am Humanistischen Gymnasium auf der Spittelwiese in Linz, die er 1912 mit Auszeichnung bestand, studierte Heinrich Gleißner Rechtswissenschaften an der Karls-Universität in Prag. 1914 wurde er Soldat im Infanterieregiment Nr. 3 der Tiroler Kaiserschützen. Nach einem Jahr Kriegsgefangenschaft setzte er 1919 sein Jurastudium in Innsbruck fort und wurde 1920 zum Dr. jur. promoviert. Er war Mitglied der katholischen Pennalverbindungen Amelungia Linz (welche jedoch nur von 1907 bis 1915 aktiv war) und K.Ö.St.V. Nibelungia 1901 zu Linz im MKV sowie seit 1912 der katholischen Studentenverbindung KDStV Saxo-Bavaria Prag im CV, heute als KaV in Wien im ÖCV sowie u. a. der AV Raeto-Bavaria Innsbruck, der KÖHV Franco-Bavaria Wien, der KÖStV Austria Wien, der AV Austria Innsbruck und der KDStV Ferdinandea (Prag) Heidelberg.

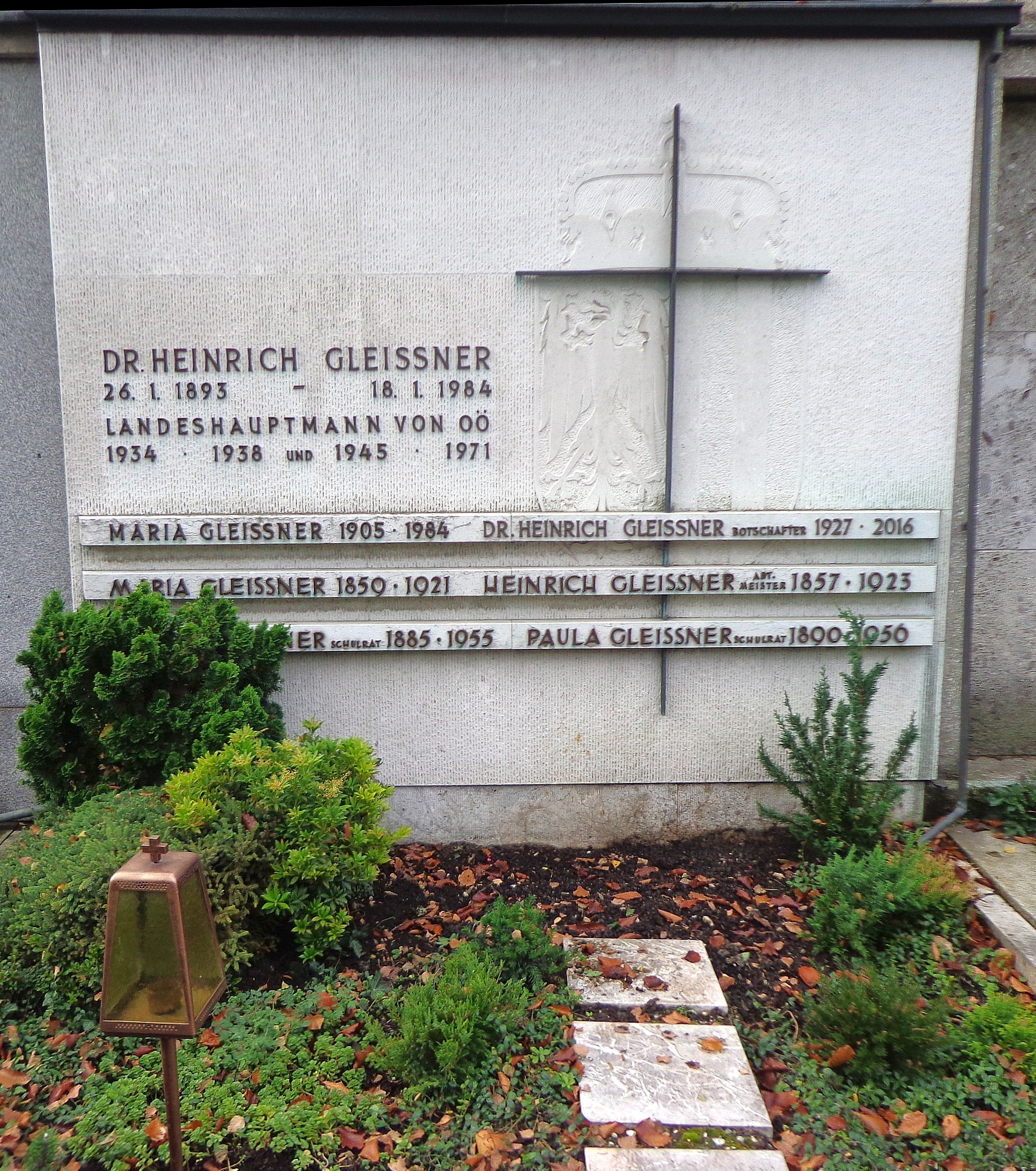
Grab von Heinrich Gleißner auf dem St. Barbara-Friedhof in Linz

Heinrich Gleißner begann seine berufliche Laufbahn im Amt der Oberösterreichischen Landesregierung. 1930 wurde er Direktor der oberösterreichischen Landwirtschaftskammer, von 1933 bis 1934 war er Staatssekretär im Bundesministerium für Land- und Forstwirtschaft. Von Oktober 1933 bis März 1938 war er Landesleiter der Vaterländischen Front in Oberösterreich. Während der Zeit des autoritären Ständestaats in den Jahren 1934 bis 1938 war er Landeshauptmann von Oberösterreich und als solcher auch Mitglied des Länderrats und des Bundestags. Nach dem „Anschluss“ Österreichs an das Deutsche Reich wurde er abgesetzt. Am 15. März 1938 wurde er verhaftet. Er war während der Jahre 1939 bis 1940 mehrmals in den KZs Dachau und Buchenwald inhaftiert. Dem folgte ein Zwangsaufenthalt in Berlin.
Nach der Wiederherstellung der Republik Österreich wurde Gleißner von 1945 bis 1971 abermals Oberösterreichischer Landeshauptmann. 1951 war er der Kandidat der ÖVP bei der Wahl des Bundespräsidenten, verlor diese aber überraschend gegen Theodor Körner (SPÖ). Er trug maßgeblich zum wirtschaftlichen, politischen und kulturellen Wiederaufbau Oberösterreichs nach dem Zweiten Weltkrieg und der Besatzungszeit bei. Er förderte den Wandel des Landes von einem Agrar- in einen Industriestandort maßgeblich.
Am 2. Mai 1971 trat er von seinem Amt als Landeshauptmann zurück und ist damit bis heute vor Erwin Pröll der österreichische Landeshauptmann mit der längsten Amtszeit.
Heinrich Gleißner verstarb 1984 und wurde am St. Barbara-Friedhof in Linz beerdigt.

## Andenken
Nach Gleißner benannt ist der Heinrich-Gleißner-Preis für Lyrik und Prosa des Heinrich-Gleißner-Hauses in Linz.
Das Heinrich-Gleißner-Haus in Linz beherbergt seit 1952 die Landes-Parteizentrale der ÖVP. 1939 als Wasserstraßenamt erbaut, nach 1945 „Raiffeisenhof“ des Bauernbundes, ab 1984 im Eigentum der ÖVP.
Ein Denkmal befindet sich im Linzer Stadtteil Dornach Auhof. Die Büste auf einem Betonsockel ist eine Arbeit Franz Strahammers von 1991.
Die Heinrich-Gleißner-Promenade in Linz/Urfahr ist ein Weg am Donauufer zwischen der Nibelungenbrücke und der Linzer Eisenbahnbrücke. Die Benennung fand im Jahr 1992 statt.

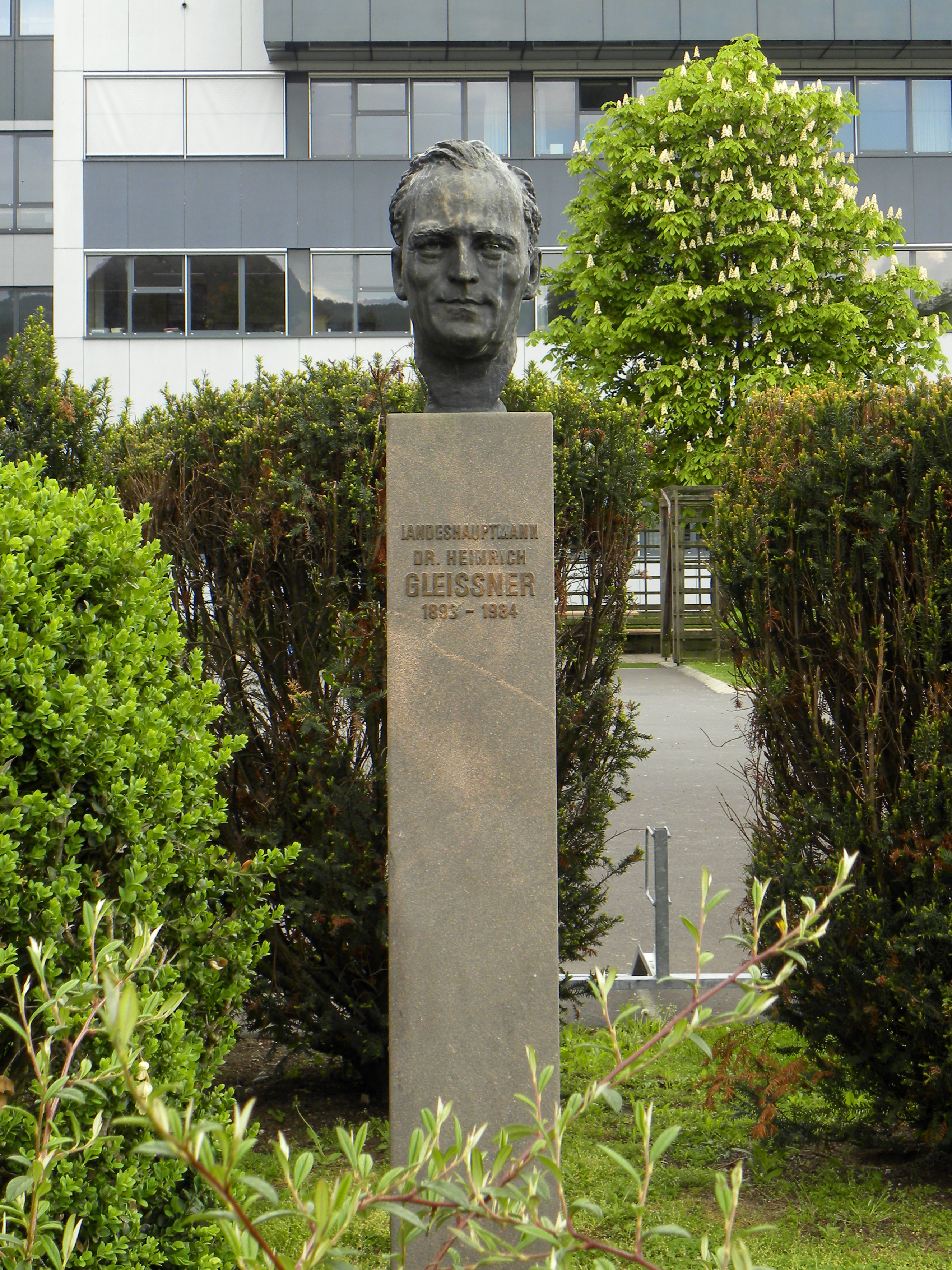
Heinrich Gleißner-Denkmal in Linz, Büste von Franz Strahammer
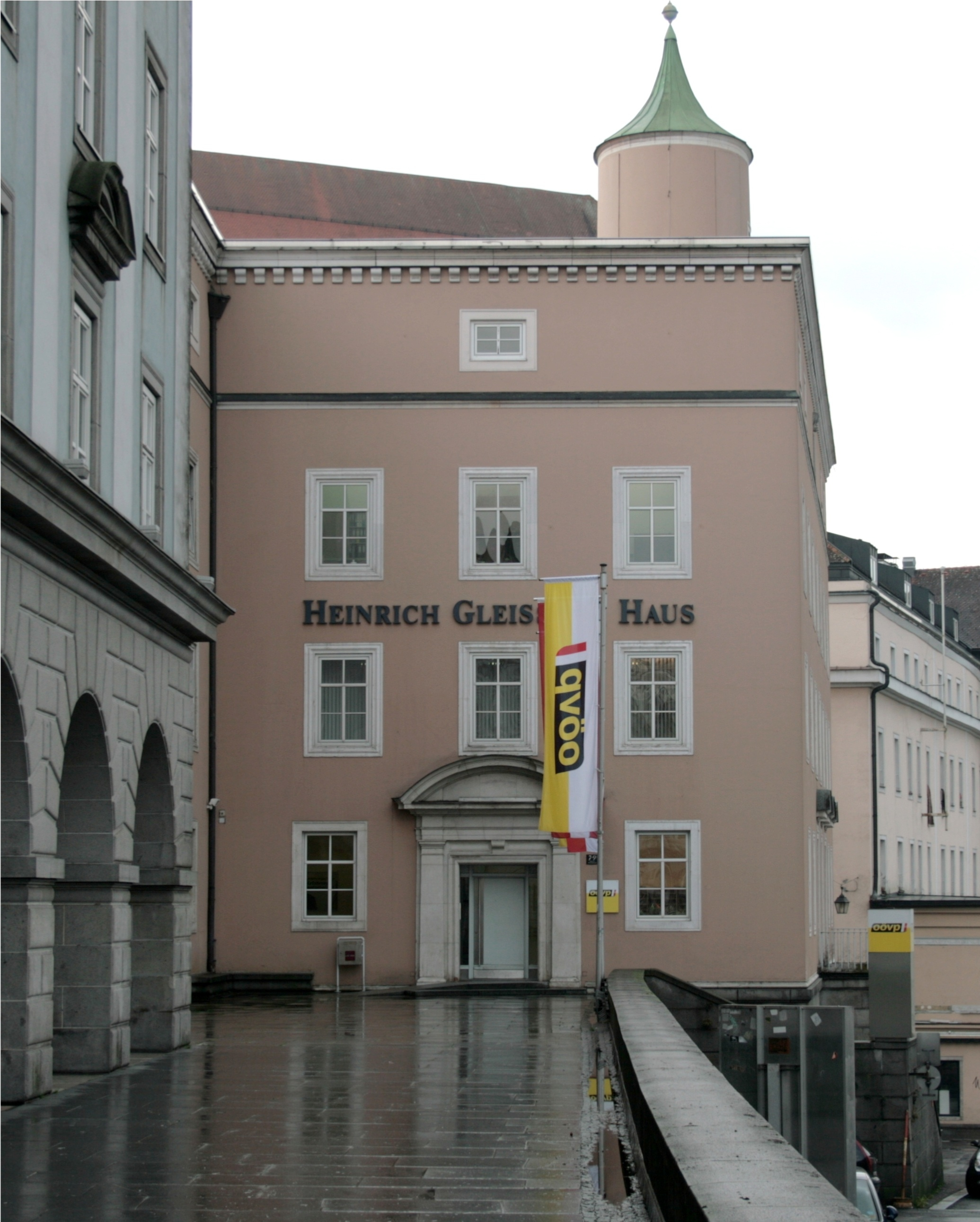
Das Heinrich-Gleißner-Haus in Linz, Obere Donaulände 7–9

## Schriften
- Die Wiedergeburt Österreichs aus den Ländern 1945. In: Andreas Khol u. a. (Hrsg.): Um Parlament und Partei. Alfred Maleta zum 70. Geburtstag (= Studienreihe der politischen Akademie der Österreichischen Volkspartei. Band 1). Styria, Graz u. a. 1976, S. 105–114.

## Ehrungen und Auszeichnungen
- 1934: Großes Silbernes Ehrenzeichen am Bande für Verdienste um die Republik Österreich
- 1949: Ehrenbürger der Gemeinde Sigharting
- 1949: Ehrenbürger der Gemeinde St. Marienkirchen bei Schärding
- 1953: Großkreuz des Silvesterordens[9]
- 1954: Großes Goldenes Ehrenzeichen mit dem Stern für Verdienste um die Republik Österreich[10]
- 1958: Kommandeurkreuz der Französischen Ehrenlegion
- 1959: Großes Goldenes Ehrenzeichen am Bande für Verdienste um die Republik Österreich[10]
- 1960: Großes Verdienstkreuz mit Stern und Schulterband der Bundesrepublik Deutschland
- 1963: Großes Ehrenzeichen des Landes Oberösterreich
- 1969: Ehrenbürger der Gemeinde Perwang am Grabensee